# Ансеи
Ансеи (安政) је јапанска ера (ненко) која је настала после Каеи и пре Манен ере. Временски је трајала од новембра 1854. до марта 1860. године и припадала је Едо периоду.  Владајући монарх био је цар Комеи. Име ере Ансеи значи „мирна влада“ у нади да ће нова ера бити почетак безбрижнијег периода. Као повод за промену ере узима се догађај уништења царске палате у пожару.
Нови назив ере је извучен из афоризма: "Ако се влада мирно над масом, владар ће остати на свом положају." (庶民安政、然後君子安位矣).
Иако је данас битан догађај у историји, долазак црне флоте адмирала Метју Перија није био фактор који је утицао на промену ере.

## Важнији догађајиАнсеиере
- 23. децембар 1854. (Ансеи 1): Земљотрес Ансеи Токаи (安政東海地震, Ансеи Токаи џишин) јачине 8.4 на рихтеровој скали. Највеће разарање претрпела је Токаи регија али је било уништених кућа и у Еду. Потрес је пратио и разорни цунами који је оштетио обале данашње модерне префектуре Чиба и Кочи закачивши територију тадашње области Тосе.[3]
- 24. децембар 1854. (Ансеи 1): Земљотрес Ансеи Нанкаи (安政南海地震, Ансеи Нанкаи џишин) јачине 8.4 на рихтеровој скали односи преко 10.000 људских живота од Токаи до Кјушу регије.[3]
- 1855. (Ансеи 2): Започета је реконструкција царске палате након разорног пожара у претходној ери. Радови су трајали девет месеци.[4]
- 1855. (Ансеи 2, двадесетпрви дан једанаестог месеца): Цар се враћа у реконструисану палату.[4]
- 11. новембар 1855. (Ансеи 2): Земљотрес у Еду јачине 6.9 на рихтеровој скали[5] проузроковао је велику штету и значајан губитак живота.[6]
- 15. новембар 1857. (Ансеи 4): Отворена је медицинска школа у Нагасакију под утицајем западне медицине. Прво предавање одржао је холандски лекар који је боравио на Деџими.[7]
- 1858-1860. (Ансеи 4-Ансеи 6): Избија епидемија колере за коју се верује да је убила између 100.000 и 200.000 људи само у граду Еду.[8]
- 9. април 1858. (Ансеи 5): Земљотрес Хиецу убија хиљаде људи.
- 1858. (Ансеи 5): Оснивање Кеио универзитета који касније добија име по ери која ће доћи седам година након њеног оснивања. Овај универзитет је званично најстарија високошколска установа у Јапану.[9]
- 29. јул 1859. (Ансеи 5): Таиро Ии Наосуке потписује спорни и једнострани јапанско-амерички споразум познат као „Харисов уговор“.[10]
- 1858. (Ансеи 5): Почиње Ансеи чистка.[11]
- 1860. (Ансеи 7): Пожар у Едо замку.

- 24. март 1860. (Ансеи 7): Ии Наосуке је убијен у догађају касније познат као "Инцидент код капије Сакурада."[12][13]